# Бескрылая гагарка
Бескры́лая гага́рка (лат. Pinguinus impennis) — вымерший вид крупных нелетающих птиц из семейства чистиковых отряда ржанкообразных. Являлась единственным современным представителем рода Pinguinus. Была полностью истреблена человеком в середине XIX века.
Бескрылая гагарка достигала от 75 до 85 см в длину и массы около 5 кг, являясь крупнейшим современным представителем семейства чистиковых. Спинная сторона тела, массивный копьевидный клюв с бороздами и маленькие крылья бескрылой гагарки были чёрными, брюшная сторона и пятна на лицевой части головы перед глазами — белыми. Особенностью оперения птицы было чередование белых пятен и полос в передней части и по бокам головы в течение зимнего и летнего периодов. Летом птица имела белые пятна перед глазами, а зимой — широкие белые и более узкие чёрные полосы, проходившие через глаза. Крылья у гагарки были короткие, всего 15 см в длину, и она не могла летать. При этом отлично плавала, что позволяло ей успешно охотиться в воде, на суше же была весьма неуклюжей. Питалась различными видами рыб, в том числе американской сельдью и мойвой, а также ракообразными. Бескрылая гагарка была широко распространена в северной части Атлантического океана вдоль побережья восточной Канады, Новой Англии, юга Гренландии, Исландии, Норвегии, Фарерских островов, Великобритании, Ирландии, проникая на юг до северной Испании. Потомство выводила на скалистых, изолированных островах Северной Атлантики с удобными подходами к океану и обилием пищи. Вне сезона размножения проводила время в открытых водах океана в поисках пищи. Основными врагами гагарки были косатка, орлан-белохвост, белый медведь и человек.
Бескрылая гагарка являлась важнейшим источником пищи и символом многих индейских культур северо-востока Америки. Многих людей морской архаической культуры (древнейшее индейское население северо-востока Канады) хоронили вместе с останками бескрылой гагарки. В одном таком захоронении было найдено более 200 клювов гагарок, предположительно украшавших плащ древнего человека.
Из-за охоты людей на птицу ради её мяса, яиц, пуха и использования в качестве наживки численность бескрылой гагарки уже к середине XVI века начала сильно сокращаться. Поняв, что бескрылая гагарка находилась на грани исчезновения, учёные решили включить её в список охраняемых птиц в конце XVIII века, но этого оказалось недостаточно, чтобы спасти вид. Возрастающая редкость птицы увеличила и без того сильную заинтересованность европейских музеев и частных коллекционеров в получении чучел и яиц, тем самым загубив последнюю попытку сохранить бескрылую гагарку. Последняя достоверная встреча с бескрылой гагаркой произошла 3 июля 1844 года в районе исландского острова Эльдей, хотя эта дата и остаётся спорной, так как позднее также приходили сообщения об отдельных наблюдениях и даже поимке нескольких особей. По мнению некоторых орнитологов, последняя встреча с бескрылой гагаркой произошла в 1852 году, когда в водах Большой Ньюфаундлендской банки наблюдали единственную особь.
Бескрылая гагарка стала первой из европейских и американских птиц, полностью уничтоженных человеком.

## Этимология и таксономия
Бескрылая гагарка была одним из 4400 видов животных, впервые описанных Карлом Линнеем в работе «Система природы» в 1758 году. В ней бескрылая гагарка получила название Alca impennis, которое не менялось вплоть до 1791 года. Название рода Alca происходит из древнескандинавского языка и означает «гагарка». Видовое название птицы происходит от латинского слова impennis, означающего отсутствие перьев, как маховых, так и контурных. Такое латинское название птица получила за свои короткие крылья, не позволявшие ей летать.
В 1791 году бескрылую гагарку выделили в отдельный род Pinguinus. Это название происходит от испанского и португальского названия гагарки, которое в свою очередь происходит от латинского pinguis, означающего «полный, толстый». Некоторые орнитологи считают, что наиболее подходящим названием рода всё же было бы Alca, так как название Pinguinus больше ассоциируется с пингвинами, чем с гагарками.
Ирландское название гагарки falcóg mhór означает «большая морская птица, гагарка». Баски называли бескрылую гагарку arponaz, что на их языке означало «клюв-копьё». На старофранцузском птица называлась apponatz, а испанские и португальские моряки называли её pingüinos. Норвежцы называли бескрылую гагарку geirfugl, что на их языке означало «птица-копьё». От этого названия происходят распространённые английские названия птицы — garefowl или gairfowl. Эскимосы называли бескрылую гагарку isarukitsck, что на их языке означает «маленькое крыло».
Слово penguin впервые появилось в XVI веке и означало «гагарка». Хотя этимология этого слова окончательно не установлена, общее название penguin может происходить от валлийского pen gwyn, что означает «белая голова», либо потому, что птицы жили на Ньюфаундленде на острове Уайт-Хед (Pen Gwyn на валлийском языке), либо потому, что у бескрылых гагарок были большие белые округлые пятна на голове. Когда европейские исследователи впервые обнаружили в Южном полушарии пингвинов, они отметили, что эти птицы внешне похожи на бескрылую гагарку и решили назвать их так же, как и её, хотя в биологическом отношении эти пернатые не имеют близкого родства, их внешнее сходство конвергентно.

## Описание
Достигая роста от 75 до 85 см и массы взрослых птиц около 5 кг, бескрылые гагарки были крупнейшими современными представителями семейства чистиковых и всего отряда ржанкообразных в целом, уступая по величине только древним, ископаемым видам, самому близкому Pinguinus alfrednewtoni и представителям рода Miomancalla из подсемейства Mancallinae. Бескрылые гагарки, обитавшие дальше на севере, в среднем были крупнее представителей своего вида, живших южнее. Шея и ноги гагарки были относительно короткими, а голова и крылья сравнительно маленькими. Из-за большого подкожного слоя жира, необходимого для сохранения тепла, гагарка выглядела довольно полной птицей. Половой диморфизм в окраске не был выражен, оперение самцов и самок почти не дифференцировалось. Несколько различались они только размерами, особенно длиной клюва и бедра. Спинная сторона была в основном чёрная, лоснящаяся, брюшная — белая. Летом у гагарки было характерное большое белое пятно впереди глаз. Радужная оболочка глаз гагарки была орехового или каштанового цвета. Во время зимней линьки белые пятна вокруг глаз бескрылой гагарки исчезали, на их месте появлялись широкая белая полоса и узкая серая линия, тянувшиеся от глаза до уха. Летом подбородок и горло гагарки были черновато-коричневыми, а зимой становились белыми. Сообщалось, что у некоторых особей на боках было серое оперение, но назначение, сезонная продолжительность и частота этой вариации окраски неизвестны. Клюв был большим — длиной 11 см — и загнутым вниз на конце, внутри он был характерного жёлтого цвета. На клюве были глубокие белые бороздки, как на верхней (надклювье), так и на нижней (подклювье) челюстях, до семи на верхней и двенадцати на нижней летом, зимой их количество было меньше. Крылья были всего 15 сантиметров в длину, самые длинные маховые перья крыльев достигали всего 10 см. Ноги и короткие когти были чёрными, а большие перепонки между пальцами — коричневато-чёрными. Ноги были расположены далеко в задней части тела птицы, что позволяло ей хорошо плавать и нырять под водой.
Птенцы бескрылой гагарки описывались как серые и пушистые, однако их точный внешний вид неизвестен, так как не сохранилось ни одного чучела птенца. У молодых птиц было меньше выступающих бороздок на клювах, чем у взрослых, и пёстрые чёрно-белые шеи. Характерного белого пятна перед глазом, как у взрослых птиц, у них не было; через глаз проходила серая линия, заканчивавшаяся немного ниже уха. Вокруг глаз были белые кольца.
Вокализация бескрылой гагарки также малоизучена. Предполагается, что её голос представлял собой низкое кваканье и хриплый крик. По свидетельствам очевидцев XIX века, одна особь, содержавшаяся в неволе, во время тревоги издавала булькающие звуки. Неизвестно, какими были другие издававшиеся гагаркой звуки, предполагают, что они были похожи на звуки обыкновенной гагарки, только громче и глубже.

## Ареал и места обитания
Бескрылая гагарка обитала в холодных прибрежных водах Северной Атлантики, омывающих восточную Канаду, северо-восток США, Норвегию, Гренландию, Исландию, Фарерские острова, Ирландию, Великобританию, Францию и Пиренейский полуостров. Большую часть времени она проводила в холодных водах Северной Атлантики, даже ночевала в море, и выходила на сушу только когда наступал период размножения. Свои птичьи базары бескрылые гагарки устраивали на побережьях от моря Баффина до залива Святого Лаврентия в Северной Америке, в Исландии, Норвегии и на Британских островах в Европе. Гнездовые колонии бескрылая гагарка создавала преимущественно на скалистых островах с пологими береговыми линиями, позволявшими ей легко добираться до моря. Считалось, что из-за этого ограничивающего фактора бескрылая гагарка создавала не более двадцати гнездовых колоний. Гагарка гнездилась преимущественно в тех местах, где было много пищи и мало хищников, таких как орлан-белохвост и белый медведь. Из всех колоний бескрылой гагарки известны только семь: на островах Папа-Уэстрей (Оркнейские острова, Шотландия), Сент-Килда (Гебридские острова, Шотландия), Гримсей, Эльдей и Гейрфюгласкер (Исландия), Фанк (около Ньюфаундленда) и острове Мадлен в заливе Святого Лаврентия. По некоторым данным, бескрылая гагарка могла также обитать на полуострове Кейп-Код (штат Массачусетс). К концу XVIII — началу XIX века ареал размножения бескрылой гагарки был ограничен островами Фанк, Гримсей, Элди, Сент-Килда и заливом Святого Лаврентия. Остров Фанк был самой крупной из известных гнездовых колоний гагарки. Когда оперившиеся птенцы уже были готовы к самостоятельному плаванию в море, гагарки мигрировали на север и на юг от гнездовых колоний, однако поздней осенью и зимой они имели тенденцию мигрировать в южном направлении. Во время таких зимних миграций на юг бескрылые гагарки путешествовали парами либо небольшими группами, никогда не перемещаясь всей гнездовой колонией. В Северной Америке бескрылая гагарка в течение зимнего периода, как правило, не проникала на юг дальше Массачусетского залива.
Бескрылая гагарка была также обычна на Большой Ньюфаундлендской банке. Останки бескрылых гагарок были найдены в Новой Англии и на юге Испании. Кости бескрылых гагарок находили даже далеко на юге, во Флориде, где эти птицы могли присутствовать в течение четырёх периодов: около 1000 года до н. э., 1000 года н. э., в XV и XVII веках. Однако, возможно, обнаруженные во Флориде кости могли оказаться там в результате торговли между коренными жителями Америки. Обнаруженные окаменелости бескрылой гагарки свидетельствуют, что в плейстоцене она обитала также и в Средиземном море, в частности на побережьях южной Франции и Италии.

## Поведение
Бескрылую гагарку при жизни никогда не наблюдали и не описывали настоящие учёные, о её поведении известно только из рассказов таких очевидцев, как моряки, поэтому о поведении гагарки известно мало и реконструировать его сложно. О повадках этой птицы можно судить только по её близкому современному родственнику обыкновенной гагарке, а также по сохранившимся остаткам её мягких тканей.
На суше бескрылая гагарка передвигалась медленно, небольшими шагами, используя свои крылья для преодоления небольших препятствий. Когда она всё же бежала, то делала это неуклюже, короткими шагами, по прямой линии. Совсем другим было поведение этой птицы в воде. Бескрылая гагарка очень хорошо плавала, быстро передвигаясь под водой при помощи своих крыльев. По свидетельствам очевидцев, плавала она настолько быстро, что догнать её на лодке было очень сложно. Под водой она могла легко поворачивать и вращаться. Предполагают, что гагарка могла под водой задерживать дыхание на 15 минут и нырять на глубину до 76 метров и более. По мнению некоторых исследователей, она могла погружаться даже до глубины около 1 километра. Однако в целях экономии энергии в большинстве случаев гагарка погружалась на меньшие глубины. На какие бы глубины она ни ныряла, достигала она их достаточно быстро. Способность гагарки нырять настолько глубоко снижала её конкуренцию с другими видами чистиковых. Чтобы выбраться на скалистый берег, гагарка сначала разгонялась под водой, а затем резко выпрыгивала из воды на сушу.
У бескрылой гагарки было немного естественных врагов, в основном крупные морские млекопитающие, такие как косатка, и орлан-белохвост. На колонии гнездящихся гагарок охотились белые медведи.
Бескрылая гагарка реагировала на громкие звуки, но вид чего-либо её пугал редко. Она агрессивно использовала свой клюв в местах плотного гнездования и при отражении угрозы или нападении со стороны человека.
Продолжительность жизни этих птиц предположительно составляла примерно от 20 до 25 лет.

## Питание
Бескрылые гагарки обычно питались на мелководье, в отличие от других чистиковых, которые охотятся в более глубоких водах, хотя могли заплывать и на расстояние до 500 километров от суши. Считается, что бескрылые гагарки во время охоты объединялись в стаи. Основной пищей бескрылой гагарки была рыба, как правило, от 12 до 20 см в длину и весом от 40 до 50 г, хотя охотилась она и на более крупную добычу, размер которой иногда составлял до половины длины самой птицы. Птица могла преследовать свою добычу в среднем на глубине до 75 метров, однако для экономии энергии ныряла в большинстве случаев не очень глубоко. Способность бескрылой гагарки глубоко погружаться снижала конкуренцию с другими видами чистиковых. На основании костей, найденных на острове Фанк, а также экологических и морфологических характеристик вида, учёные предполагают, что излюбленной пищей бескрылой гагарки были атлантический менхэден и мойва. Кроме того, гагарка, предположительно, могла питаться также пинагорами, европейским керчаком, треской, песчанками, а также ракообразными. О питании птенцов известно мало. Считается, что они ели планктон и, возможно, рыбу и ракообразных, которых отрыгивали их родители.

## Размножение
Существующие исторические описания размножения бескрылых гагарок не совсем надёжны и вызывают сомнения. Бескрылые гагарки создавали пары в начале либо в середине мая. Предполагается, что они были моногамными птицами, создававшими пары на всю жизнь, однако существует мнение, что самцы могли спариваться и с другими самками, как происходит у обыкновенных гагарок. Создав пару, самец и самка у подножия скалы начинали строить гнездо, где они, вероятно, и спаривались. Чтобы показать своё социальное положение в колонии, самцы и самки бескрылой гагарки начинали кивать, демонстрируя свои белые пятна вокруг глаз, окраску клюва и жёлтый рот. По мнению исследователей, колонии бескрылых гагарок были чрезвычайно густонаселёнными и плотными; по некоторым оценкам, на каждом квадратном метре земли в колонии находилось гнездо этих птиц. Колонии бескрылых гагарок могли быть смешанными, они могли гнездиться вместе с другими видами чистиковых. В таких колониях бескрылые гагарки доминировали из-за своих размеров.

Самки бескрылой гагарки откладывали только одно яйцо в год, в период с конца мая до начала июня, хотя в случае утраты первого яйца они могли отложить ещё одно. В годы, когда в море было мало рыбы, бескрылые гагарки не размножались. Своё единственное яйцо бескрылые гагарки откладывали на голой скале, на расстоянии до 100 метров от берега. Яйцо имело форму удлинённого овала, оно было в среднем 12,4 см в длину и 7,6 см в ширину в самом широком месте. Окраска скорлупы была от желтовато-белого до светло-охристого цвета с разнообразным рисунком из чёрных, коричневых или сероватых пятен и линий, которые часто сходились вместе на большем основании яйца. Считается, что по пятнам и полоскам скорлупы родители находили в колонии птиц свои яйца.
Самец и самка бескрылой гагарки по очереди высиживали своё яйцо в течение 39—44 дней. Вылупление птенцов происходило, как правило, в июне, хотя яйца могли присутствовать в колониях и в августе.
Птенцов, покрытых серым пухом, родители кормили также по очереди. Когда птенцы (как правило, в середине июля) достигали возраста 2—3 недель, птицы оставляли свои гнёзда и спускались в воду. В это время можно было видеть, как птенцы плавали на спинах своих родителей. Родители заботились о своих птенцах даже после того, как у тех появлялись перья. Половой зрелости бескрылые гагарки достигали в возрасте 4—7 лет.

## Происхождение и систематика
Анализ нуклеотидной последовательности митохондриальной ДНК показал, что ближайшим родственником бескрылой гагарки является вид Alca torda — гагарка. Близким родственником бескрылой гагарки также является люрик (Alle alle), эволюция которого, однако, происходила совсем не так, как у представителей рода Pinguinus. Из-за внешнего сходства с обыкновенной гагаркой (не считая неумения летать и размеров) бескрылую гагарку часто, следуя Линнею, относят к роду Alca.
Окаменелости (особенно принадлежащие наиболее близкому виду Pinguinus alfrednewtoni) и молекулярное исследование генов показали, что гагарки, ста́рики и люрики отделились друг от друга после того, как их общий предок, предположительно похожий на Synthliboramphus hypoleucus, распространился по побережьям Северной Атлантики. К этому времени атлантические кайры, видимо, уже отделились от других чистиковых Северной Атлантики. Птицы, похожие на обыкновенную гагарку, были широко распространены в Атлантике в плиоцене. Однако, несмотря на это, об эволюции люрика известно очень мало. Молекулярные данные, полученные в ходе исследования останков птицы, показали, что бескрылую гагарку необходимо выделять в отдельный род, хотя некоторые орнитологи по-прежнему считают, что более целесообразно оставить этот вид в роду Alca.
Согласно последним генетическим исследованиям, систематическое положение бескрылой гагарки среди наиболее близкородственных видов выглядит следующим образом:
|  | Uria aalge (Тонкоклювая кайра)   |
|  |                                  |
|  | Uria lomvia (Толстоклювая кайра) |
|  |                                  |

|  | Alca torda (Гагарка)                   |
|  |                                        |
|  | Pinguinus impennis (Бескрылая гагарка) |
|  |                                        |

|  | Uria aalge (Тонкоклювая кайра)   |
|  |                                  |
|  | Uria lomvia (Толстоклювая кайра) |
|  |                                  |

|  | Alca torda (Гагарка)                   |
|  |                                        |
|  | Pinguinus impennis (Бескрылая гагарка) |
|  |                                        |

|  | Uria aalge (Тонкоклювая кайра)   |
|  |                                  |
|  | Uria lomvia (Толстоклювая кайра) |
|  |                                  |

|  | Alca torda (Гагарка)                   |
|  |                                        |
|  | Pinguinus impennis (Бескрылая гагарка) |
|  |                                        |

|  | Uria aalge (Тонкоклювая кайра)   |
|  |                                  |
|  | Uria lomvia (Толстоклювая кайра) |
|  |                                  |

|  | Alca torda (Гагарка)                   |
|  |                                        |
|  | Pinguinus impennis (Бескрылая гагарка) |
|  |                                        |

|  | Brachyramphus marmoratus (Длинноклювый пыжик)    |
|  |                                                  |
|  | Brachyramphus brevirostris (Короткоклювый пыжик) |
|  |                                                  |

|  | Cepphus grylle (Обыкновенный чистик)                                                                      |
|  | |
|  | \| \| Cepphus columba (Тихоокеанский чистик) \| \| \| \| \| \| Cepphus carbo (Очковый чистик) \| \| \| \| |
|  | |
|  | Cepphus columba (Тихоокеанский чистик)                                                                    |
|  | |
|  | Cepphus carbo (Очковый чистик)                                                                            |
|  | |

|  | Cepphus columba (Тихоокеанский чистик) |
|  |                                        |
|  | Cepphus carbo (Очковый чистик)         |
|  |                                        |

|  | Brachyramphus marmoratus (Длинноклювый пыжик)    |
|  |                                                  |
|  | Brachyramphus brevirostris (Короткоклювый пыжик) |
|  |                                                  |

|  | Cepphus grylle (Обыкновенный чистик)                                                                      |
|  | |
|  | \| \| Cepphus columba (Тихоокеанский чистик) \| \| \| \| \| \| Cepphus carbo (Очковый чистик) \| \| \| \| |
|  | |
|  | Cepphus columba (Тихоокеанский чистик)                                                                    |
|  | |
|  | Cepphus carbo (Очковый чистик)                                                                            |
|  | |

|  | Cepphus columba (Тихоокеанский чистик) |
|  |                                        |
|  | Cepphus carbo (Очковый чистик)         |
|  |                                        |

|  | Uria aalge (Тонкоклювая кайра)   |
|  |                                  |
|  | Uria lomvia (Толстоклювая кайра) |
|  |                                  |

|  | Alca torda (Гагарка)                   |
|  |                                        |
|  | Pinguinus impennis (Бескрылая гагарка) |
|  |                                        |

|  | Uria aalge (Тонкоклювая кайра)   |
|  |                                  |
|  | Uria lomvia (Толстоклювая кайра) |
|  |                                  |

|  | Alca torda (Гагарка)                   |
|  |                                        |
|  | Pinguinus impennis (Бескрылая гагарка) |
|  |                                        |

|  | Uria aalge (Тонкоклювая кайра)   |
|  |                                  |
|  | Uria lomvia (Толстоклювая кайра) |
|  |                                  |

|  | Alca torda (Гагарка)                   |
|  |                                        |
|  | Pinguinus impennis (Бескрылая гагарка) |
|  |                                        |

|  | Uria aalge (Тонкоклювая кайра)   |
|  |                                  |
|  | Uria lomvia (Толстоклювая кайра) |
|  |                                  |

|  | Alca torda (Гагарка)                   |
|  |                                        |
|  | Pinguinus impennis (Бескрылая гагарка) |
|  |                                        |

|  | Brachyramphus marmoratus (Длинноклювый пыжик)    |
|  |                                                  |
|  | Brachyramphus brevirostris (Короткоклювый пыжик) |
|  |                                                  |

|  | Cepphus grylle (Обыкновенный чистик)                                                                      |
|  | |
|  | \| \| Cepphus columba (Тихоокеанский чистик) \| \| \| \| \| \| Cepphus carbo (Очковый чистик) \| \| \| \| |
|  | |
|  | Cepphus columba (Тихоокеанский чистик)                                                                    |
|  | |
|  | Cepphus carbo (Очковый чистик)                                                                            |
|  | |

|  | Cepphus columba (Тихоокеанский чистик) |
|  |                                        |
|  | Cepphus carbo (Очковый чистик)         |
|  |                                        |

|  | Brachyramphus marmoratus (Длинноклювый пыжик)    |
|  |                                                  |
|  | Brachyramphus brevirostris (Короткоклювый пыжик) |
|  |                                                  |

|  | Cepphus grylle (Обыкновенный чистик)                                                                      |
|  | |
|  | \| \| Cepphus columba (Тихоокеанский чистик) \| \| \| \| \| \| Cepphus carbo (Очковый чистик) \| \| \| \| |
|  | |
|  | Cepphus columba (Тихоокеанский чистик)                                                                    |
|  | |
|  | Cepphus carbo (Очковый чистик)                                                                            |
|  | |

|  | Cepphus columba (Тихоокеанский чистик) |
|  |                                        |
|  | Cepphus carbo (Очковый чистик)         |
|  |                                        |

Кроме бескрылой гагарки к роду Pinguinus относят также ископаемый вид Pinguinus alfrednewtoni, живший в раннем плиоцене. Он был ещё крупнее гагарки и также нелетающим. Этот вид известен по останкам, найденным в Йорктаунской формации в Северной Каролине. Полагают, что бескрылая гагарка и Pinguinus alfrednewtoni почти одновременно отделились от своего общего предка. Pinguinus alfrednewtoni обитал в западной части Атлантического океана, в то время как бескрылая гагарка — в восточной. После того как Pinguinus alfrednewtoni вымер, бескрылая гагарка распространилась по всей Северной Атлантике.
Род Pinguinus не был близкородственным другим вымершим родам нелетающих чистиковых из подсемейства Mancallinae, таким как Mancalla, Praemancalla и Alcodes.

## Взаимоотношения с человеком
Обнаруженные у костров неандертальцев хорошо очищенные кости бескрылой гагарки свидетельствуют о том, что эта птица была для них источником пищи ещё более 100 000 лет назад. Наскальные рисунки, на которых, как предполагают, изображена бескрылая гагарка, найдены на стенах пещеры Пальиччи в центральной Италии (их возраст более 35 000 лет), а также в пещерах Эль-Пендо на севере Испании и Коске во Франции (возраст этих рисунков около 20 000 лет).
Коренные американцы, которые жили около мест гнездования бескрылых гагарок, ценили этих птиц как источник пищи в зимнее время и почитали их в качестве важного символа. Об этом почитании свидетельствуют изображения бескрылой гагарки, найденные на костяных ожерельях. Человек, погребённый в пещере морской архаической культуры близ города Порт-о-Шуа на острове Ньюфаундленд 2000 лет до н. э., был найден в окружении более чем 200 клювов бескрылых гагарок, которые, по мнению археологов, являлись частью костюма, сделанного из их шкурок с головами, и были оставлены в качестве украшения. Почти половина костей птиц, найденных в могилах в этом месте, принадлежала бескрылой гагарке, что позволяет предположить, что она имела большое культурное значение для людей морской архаической культуры. Вымершие беотуки с острова Ньюфаундленд делали из яиц гагарки пудинг, а дорсетские эскимосы на неё постоянно охотились. Чрезмерный промысел, который вели саккаки в Гренландии, привёл к сильному сокращению численности бескрылых гагарок в этих местах.
Позднее европейские моряки, чтобы ориентироваться в водах Северной Атлантики, использовали этих птиц в качестве маяка — присутствие бескрылых гагарок в северных водах свидетельствовало о том, что Большая Ньюфаундлендская банка была поблизости.

## Вымирание
До появления человека в местах гнездования бескрылых гагарок численность этих птиц, по современным оценкам, составляла миллионы особей, только в одной из колоний их могло находиться более сотни тысяч.
Неспособность к полёту, неуклюжесть на суше и доверчивость к людям сделали бескрылую гагарку достаточно уязвимой птицей, поэтому добыть её не составляло особого труда. Люди охотились на бескрылую гагарку ради мяса, яиц и перьев, а в последние десятилетия существования вида — также с целью изготовления чучел для частных коллекций и музеев. Охота на бескрылую гагарку, по крайней мере с VIII века, велась в значительной степени из-за мяса, яиц и пуха. Существуют письменные свидетельства, подтверждающие, что охота на бескрылую гагарку велась в Скандинавии, Исландии, у берегов Шотландии, в восточной части Северной Америки, на острове Ньюфаундленд и на островах залива Святого Лаврентия. Ранние экспедиции, начиная с Жака Картье, и многочисленные экипажи кораблей, следовавшие между Европой и Америкой, не были обеспечены едой на обратную дорогу, поэтому для пополнения запасов продовольствия использовали бескрылую гагарку в качестве удобного источника пищи и наживки для ловли рыбы. Охота на бескрылую гагарку не представляла особого труда: сначала моряки бросали якоря рядом с колонией и высаживались на берег, затем забивали палками сотни гагарок, либо загоняли их живьём на корабли, набивая трюмы. Очень ценились в качестве пищи у моряков яйца бескрылой гагарки, так как они были в 3 раза крупнее яиц кайр и имели очень большой желток. В ходе экспедиций в места гнездования бескрылой гагарки корабли завозили чёрных крыс, также уничтожавших кладки и птенцов.
Именно широкомасштабная эксплуатация вида со стороны человека, целью которой был сбор пуха и добыча яиц, стала основной причиной резкого сокращения популяции птицы. К середине XVI века почти все гнездовые колонии, находившиеся в европейской части Атлантического океана, были уничтожены. В 1553 году бескрылая гагарка получила первую официальную защиту, а в 1794 году Великобритания запретила убивать этих птиц ради добычи пуха и яиц. В Сент-Джонсе лиц, нарушивших этот закон, публично пороли. Однако бескрылую гагарку по-прежнему разрешалось использовать в качестве приманки. Особенно сильно ударил по численности бескрылой гагарки сбор большого количества яиц. Сборщики добывали только свежие (без зародышей) яйца. Для этого они сначала уничтожали все гнёзда и взрослых птиц, насиживающих яйца, сгребая их в кучу. Расчистив участок в колонии, охотники затем возвращались через несколько дней, когда гагарки заново откладывали свежие яйца, и сразу собирали их. Сборщики приплывали в одну и ту же колонию по несколько раз. После того, как данный вид птиц оказался на грани вымирания в 1770-х годах, коллекционеры также переключились на бескрылых гагарок, желая заполучить их чучела.
Последние замеченные на Британских островах бескрылые гагарки были пойманы и убиты на островах Стак-ан-Армин и Сент-Килда в Шотландии в июле 1840 года. Заметив маленькие крылья и большое белое пятно на голове, три человека с острова Сент-Килда поймали, связали и бросили одну бескрылую гагарку в трюм. Охотники держали её живой в течение трёх дней до тех пор, пока не началась сильная буря. Посчитав, что бескрылая гагарка явилась причиной бури, они забили её палками.
Последняя колония бескрылой гагарки была обнаружена на исландском острове Гейрфюгласкер (дословно — «шхера бескрылой гагарки»). Этот остров вулканического происхождения, окружённый неприступными скалами, являлся убежищем бескрылой гагарки до тех пор, пока в 1830 году не произошло извержение, в результате которого он исчез под водой. После того, как исчез Гейрфюгласкер, бескрылые гагарки переселились на близлежащий Эльдей, который был доступен для человека с одной стороны. Когда в 1835 году колония была обнаружена, в ней было около пятидесяти птиц. Однако желавшие получить чучела бескрылых гагарок музеи быстро начали истреблять птиц. Последняя пара, найденная около высиживаемого яйца, была убита Йоуном Брандсоном и Сигюрдюром Ислейфсоном 3 июля 1844 года. В 1852 году поступило последнее сообщение о наблюдении живой особи на Большой Ньюфаундлендской банке, которое было официально признано Международным союзом охраны природы и природных ресурсов.

## Экспонаты
По состоянию на 1996 год музейные коллекции включали в себя 78 чучел, 75 яиц и 24 полных скелета бескрылой гагарки. Хотя в мусорной куче времён неолита на острове Фанк в XIX веке было найдено свыше тысячи костей этой птицы, на сегодня существует лишь небольшое число целых скелетов. Среди этих экспонатов также известны особи, которые подверглись естественной мумификации, а в Копенгагенском зоологическом музее хранятся глаза и внутренние органы двух птиц, убитых в 1844 году. Четыре сохранившиеся шкурки бескрылой гагарки имеют зимнее оперение, из них две принадлежат молодым особям. Чучела птенцов до наших дней не сохранились, поэтому их описание основано на немногочисленных сведениях.
После исчезновения птицы цена чучел бескрылой гагарки резко возросла, а их продажи на аукционах в викторианской Англии вызывали огромный интерес. В современной Великобритании в настоящий момент находятся 15 чучел гагарки. Одно из таких чучел было куплено в 1971 году Исландским музеем национальной истории за рекордные 9000 фунтов. Этот экспонат попал в Книгу рекордов Гиннесса как «самое дорогое проданное чучело птицы за всю историю». Цены яиц бескрылой гагарки также были весьма высокими, иногда достигая 11-кратной годовой зарплаты квалифицированного работника. В настоящее время местонахождение шести яиц неизвестно, многие чучела были уничтожены. В XX веке были уничтожены две препарированные бескрылые гагарки: одна — в Римско-германском центральном музее Майнца во время Второй мировой войны, а другая — в лиссабонском музее Бокаж во время пожара в 1978 году.

## В культуре
В память о первой потере своего континента Американское общество орнитологов назвало свой журнал The Auk («Гагарка»).
Бескрылая гагарка упоминается в романах и сказках разных писателей:
- В сказке Чарльза Кингсли «Дети воды» бескрылая гагарка по имени Гейрфоул рассказывает историю о своём исчезновении[79]. Данная сказка примечательна тем, что на бескрылой гагарке была пара прозрачных очков, которую по ошибке нарисовал иллюстратор Чарльза Кингсли, неправильно поняв значение фразы «large pair of white spectacles», намекавшей на белые пятна вокруг глаз птицы[80].
- Бескрылая гагарка также упоминается в сказке Энид Блайтон «Тайна мёртвого острова»[англ.][81] (в оригинале — «Остров Приключения»). Главный герой произведения отправляется в дальнее путешествие, чтобы найти исчезнувшие колонии бескрылой гагарки[81].
- В романе «Улисс» Джеймса Джойса бескрылая гагарка появляется во сне главного героя, чтобы вернуть его в тихую страну фантазии и воспоминаний[82].
- В сатирическом романе «Остров пингвинов» французского писателя Анатоля Франса описывается вымышленная история, согласно которой близорукий миссионер ошибочно крестил колонии бескрылой гагарки[83].
- В историческом романе Патрика О’Брайана «Помощник хирурга» описывается поимка бескрылой гагарки и обнаружение её колоний неким вымышленным натуралистом Стивеном Мэтьюрином[84].
- Герои научно-фантастической повести Клиффорда Саймака «Дом на берегу» (1977) попадают в прошлое Северной Америки, где встречают живых бескрылых гагарок.

Бескрылая гагарка является символом таких учреждений, как Аркмерская академия, колледж Флеминга, Университет Аделаиды, сигаретной компании British Great Auk Cigarettes, а также талисманом соревнования Knowledge Masters Open. Она также присутствует на двух картинах американского художника Уолтона Форда («Ведьма с острова Сент-Килда» и «Остров Фанк»), в монографии английского художника и писателя Эррола Фуллера под названием «Последняя стоянка», а также на кубинских почтовых марках 1974 года.
Бескрылая гагарка также является центральной темой пьесы «Ещё одна жизнь в кафе пингвинов», а также музыкальной рок-оперы «Рокфорд». Согласно книге Гомера Хайкема Rocket Boys и фильму «Октябрьское небо», в честь бескрылой гагарки были названы самодельные ракеты.